# Góra Dębowa koło Mławy
Góra Dębowa koło Mławy este o arie protejată (sit de importanță comunitară — SCI) din Polonia întinsă pe o suprafață de 386,6 ha, integral pe uscat.

## Localizare
Centrul sitului Góra Dębowa koło Mławy este situat la coordonatele 53°09′18″N 20°15′36″E / 53.155°N 20.26°E.

## Înființare
Situl Góra Dębowa koło Mławy a fost declarat sit de importanță comunitară în decembrie 2012 pentru a proteja 2 specii de animale.

## Biodiversitate
Situată în ecoregiunea continentală, aria protejată conține 3 habitate naturale: Fânețe de joasă altitudine (Alopecurus pratensis, Sanguisorba officinalis), Păduri de stejar și carpen Galio-Carpinetum, Păduri aluvionare cu Alnus glutinosa și Fraxinus excelsior (Alno-Padion, Alnion incanae, Salicion albae).
La baza desemnării sitului se află mai multe specii protejate:
- amfibieni (1): triton cu creastă (Triturus cristatus)
- mamifere (1): castor (Castor fiber)